# 桑原草太
桑原 草太，日本漫画家。目前活躍於月刊少年GANGAN。女性。8月6日生，血型O型。以作品「NOCTURNE」、獲得Square Enix漫画大賞準大獎後正式出道。
和nico歌手天月與伊東歌詞太郎關係不錯，被伊東稱為天使。
與ひの（hino）、たま（tama）、ばず（buzz）三位繪師組成「ひたそば」

由於草太老師病情每況愈下，漫畫《紅心王子》自2015年連載至91話便開始無限期休刊。漫畫單行本第17卷並第18卷於2020年九月同時發售完結

## 作品
- NOCTURNE （獲得SE漫画大賞準大獎 刊登在GANGAN POWER2005年冬季号）
- Flower Joker （短篇作、刊登在GANGAN POWER2005年夏季号）
- スマイル・ゲーム （短篇作、刊登在月刊少年GANGAN2007年1月号）收錄在紅心王子第一集，也是它的原作。
- 紅心王子 （月刊少年GANGAN2007年5月号 - ）
- ココロ君色 サクラ色 （まんがタイムスペシャル2008年2月号・3月号掲載）短篇作 從2009年5月号以隔月的方式連載
- はにらび! 短篇

## 特徴
首先他的畫風在少年漫畫中相當新奇、線條也相當纖細，就像是少女漫畫的作品一樣。然後第一次的連載作品【紅心王子】中，主角紅次郎的視線・言語中、也被讀者認為多少含有寓言的成分，因此被說是謎題很多的作品。其他、在奇幻風格和動作風格中、加入戀愛的情節也是它的特徵之一。

## 外部連結
- soda pop （页面存档备份，存于）（作家本人的部落格）